# Salvino Marinelli
Salvino Marinelli (8 agosto 1963) è un ex calciatore belga, di ruolo centrocampista.

## Biografia
Ha origini italiane; in particolare, i suoi genitori erano siciliani

## Caratteristiche tecniche
Era mancino ed era dotato di un buon tiro.

## Carriera
Dopo due stagioni (dal 1983 al 1985) al RUS Binche viene acquistato nel 1985 per 750000 franchi belgi dal KSK Beveren, formazione della prima divisione belga; fa il suo esordio con il Beveren il 17 agosto 1985, contro lo Standard Liegi, e dopo sei minuti di gioco segna anche il suo primo gol in campionato, complessivamente nella sua prima stagione in massima serie termina il campionato con 27 presenze e 10 gol, contribuendo al quinto posto finale della sua squadra, che si qualifica alla successiva edizione della Coppa UEFA.
Nella stagione 1986-1987 perde diversi mesi a causa di una grave infezione polmonare, ed anche dopo essersi ristabilito non riesce più a riprendersi stabilmente un posto da titolare; nel corso della stagione segna comunque un gol in 9 presenze in campionato (nel quale il Beveren arriva nuovamente quinto in classifica), un gol in Coppa del Belgio ed un gol in Coppa UEFA, nella partita di andata degli ottavi di finale, persa per 2-1 sul campo degli italiani del Torino. A fine stagione viene ceduto in prestito al Racing Mechelen, formazione di seconda divisione, con la quale trascorre l'intera stagione 1987-1988; torna poi al Beveren, con cui nel campionato 1988-1989 disputa altri 8 incontri nella prima divisione belga. La sua ultima stagione nel club è la 1989-1990, nel corso della quale gioca un'altra partita di campionato, arrivando quindi a complessive 45 presenze ed 11 reti nella massima serie belga, per poi essere ceduto a stagione in corso ai francesi dell'Angoulême, con i quali conclude l'annata militando nella terza divisione transalpina. Passa poi al Namur, con la cui maglia nella stagione 1990-1991 gioca nella terza divisione belga. Chiude infine la carriera giocando per alcuni anni nelle serie minori, con Farciennes, Royal Francs Borains e Chapelle-Godarfontaine.